# Aldo Del Monte

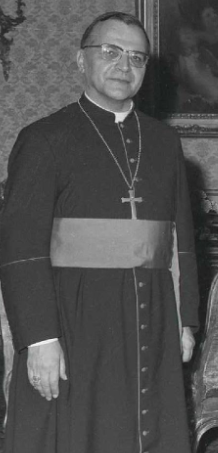
Leone Del Monte (1972, Quelle: Quirinale.it)

Aldo Del Monte (* 31. Mai 1915 in Montù Beccaria, Provinz Pavia; † 16. Februar 2005 in Massino Visconti) war ein italienischer römisch-katholischer Geistlicher und Bischof von Novara.

## Leben
Die Priesterweihe empfing Aldo Del Monte am 29. Juni 1939. Anschließend war er Dozent der Theologie am Seminar in Tortona, Militärkaplan in Russland und später Direktor des Ufficio Catechistico nazionale (Nationales katechetisches Büro Italiens).
Am 29. Dezember 1970 wurde er zum Titularbischof von Musti und Apostolischen Administrator von Acqui Terme ernannt. Die Bischofsweihe spendete ihm am 31. Januar 1971 Carlo Kardinal Confalonieri; Mitkonsekratoren waren der vormalige Bischof von Crema, Erzbischof Franco Costa, und der Bischof von Porto e Santa Rufina, Erzbischof Andrea Pangrazio. Aldo Del Monte wurde am 15. Januar 1972 zum Bischof von Novara ernannt. Am 19. Dezember 1990 gab Papst Johannes Paul II. seinem altersbedingten Rücktrittsgesuch statt.
Aldo Del Monte wurde in der Kirche San Filiberto in Pella beigesetzt.